# Хамада
Хамада (яп. 浜田市, Хамада-ші) — місто в Японії, у регіоні Тюґоку префектури Шімане.

## Географія
Розташування
Місто Хамада розташований на південному-заході острова Хонсю у південно-західній частині префектури Шімане. На півдні місто омиває Японське море. Межує з містами Масуда та Ґоцу, містечками Кіта-Хіросіма та Онан.
Клімат
Клімат вологий субтропічний. Зима відносно холодна, у гірських областях зі снігопадами. Літо тепле з великою кількістю опадів. Рання весна та пізня осінь це сезон дощів. Середньомісячні температури січня +6 °C та серпня +26,5 °C. Абсолютний мінімум — −7,2 °C (26 лютого 1981), абсолютний максимум — +38,5 °C (6 серпня 2017). Середньорічна кількість опадів — 1663.8 мм, максимум опадів припадає на серпень (276,5 мм), мінімум — на грудень (85,1 мм). Середньорічна вологість повітря — 73 %.
Завдяки своєму розташуванню у місті рідко відбуваються тайфуни, паводки та землетруси.
| Клімат Хамада                                       | Клімат Хамада | Клімат Хамада | Клімат Хамада | Клімат Хамада | Клімат Хамада | Клімат Хамада | Клімат Хамада | Клімат Хамада | Клімат Хамада | Клімат Хамада | Клімат Хамада | Клімат Хамада | Клімат Хамада |
| Показник                                            | Січ.          | Лют.          | Бер.          | Квіт.         | Трав.         | Черв.         | Лип.          | Серп.         | Вер.          | Жовт.         | Лист.         | Груд.         | Рік           |
| Абсолютний максимум, °C                             | 23,3          | 25,5          | 26,8          | 30,4          | 30,8          | 33,9          | 36,9          | 37,8          | 36,5          | 32,4          | 27,9          | 24,4          | 37,8          |
| Середній максимум, °C                               | 9,2           | 9,9           | 12,9          | 17,8          | 21,8          | 25,0          | 28,6          | 30,4          | 26,6          | 21,9          | 17,0          | 12,0          | 19,43         |
| Середня температура, °C                             | 6,0           | 6,2           | 8,7           | 13,3          | 17,4          | 21,1          | 25,2          | 26,5          | 22,6          | 17,4          | 12,8          | 8,6           | 15,5          |
| Середній мінімум, °C                                | 2,8           | 2,6           | 4,3           | 8,7           | 13,1          | 17,7          | 22,3          | 23,2          | 19,1          | 13,3          | 8,9           | 5,2           | 11,77         |
| Абсолютний мінімум, °C                              | −6,8          | −7,6          | −4,3          | −0,9          | 1,4           | 5,9           | 11,0          | 14,6          | 8,4           | 3,8           | −0,3          | −4,9          | −7,6          |
| Середня кількість сонячних годин на місяць          | 63,6          | 84,7          | 139,3         | 181,7         | 201,5         | 161,5         | 177,4         | 215,5         | 159,1         | 167,6         | 116,0         | 79,3          | 1747,2        |
| Норма опадів, мм                                    | 101.3         | 85.1          | 122.4         | 116.5         | 144.9         | 197.3         | 276.5         | 122.7         | 180.8         | 103.8         | 109.0         | 104.4         | 1663.8        |
| Днів зі снігом                                      | 4             | 0             | 0             | 0             | 0             | 0             | 0             | 0             | 0             | 0             | 0             | 0             | 4             |
| Вологість повітря, %                                | 65            | 66            | 68            | 69            | 74            | 81            | 82            | 79            | 80            | 74            | 69            | 65            | 73            |
| --------------------------------------------------- | ------------- | ------------- | ------------- | ------------- | ------------- | ------------- | ------------- | ------------- | ------------- | ------------- | ------------- | ------------- | ------------- |
| Джерело: Метеорологічне управління Японії (рекорди) |               |               |               |               |               |               |               |               |               |               |               |               |               |

## Історія
У період Едо замок Хамада належав княжеству Хамада.
Символами міста є вишня, азалія, камбала

## Населення
Станом на 1 квітня 2017 року населення Хамада становить 57 142 особи. Нижче приведена таблиця зміни чисельності населення міста за даними переписів Японії.

## Міста-побратими
- Мацусака, префектура Міє, Японія
- Накано, префектура Наґано, Японія
- Ітоїґава, префектура Наґано, Японія
- Жунчен, КНР
- Шіцзуйшань, КНР
- Шанхай, КНР
- Бутан

## Галерея

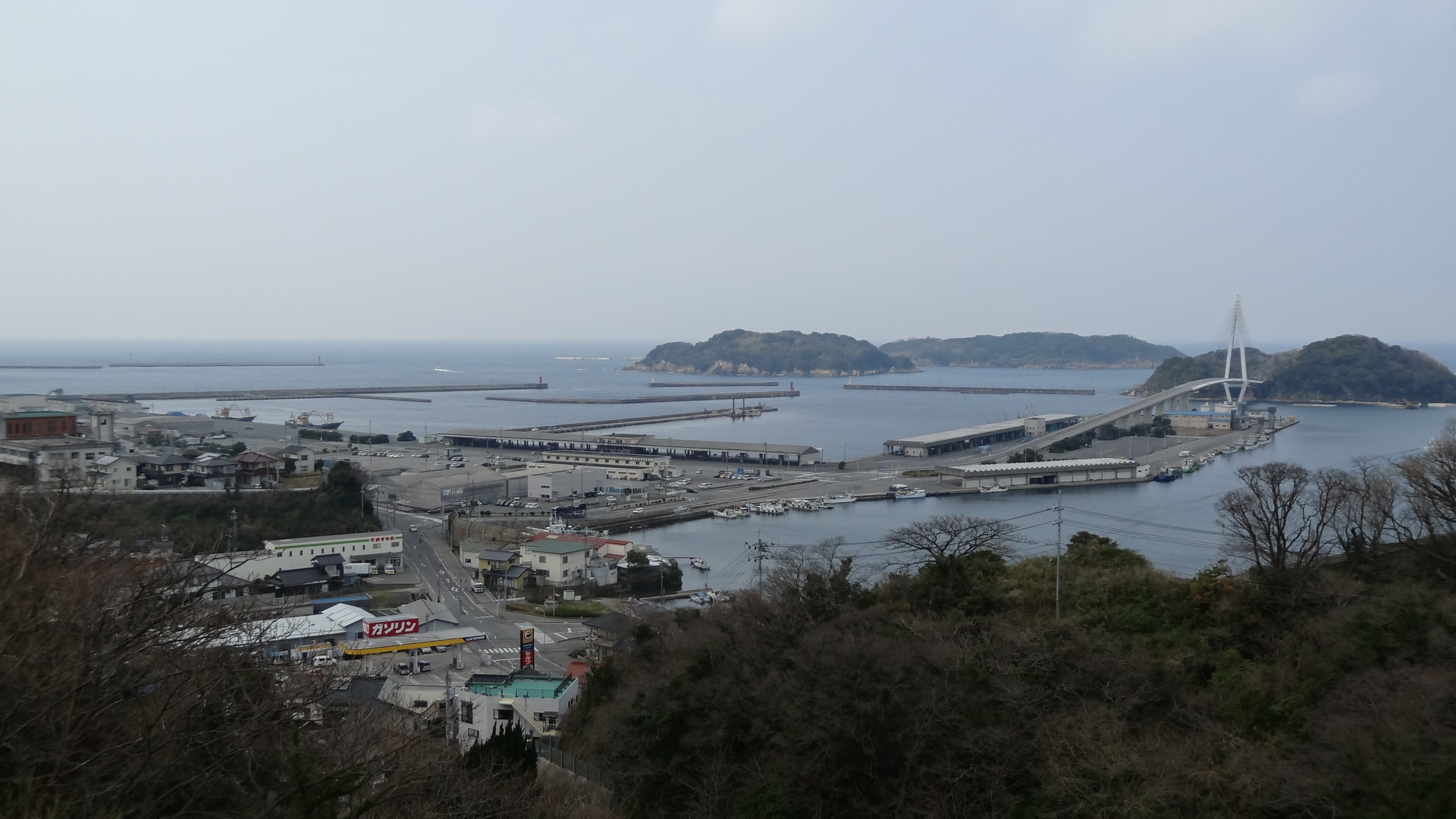
Порт у місті
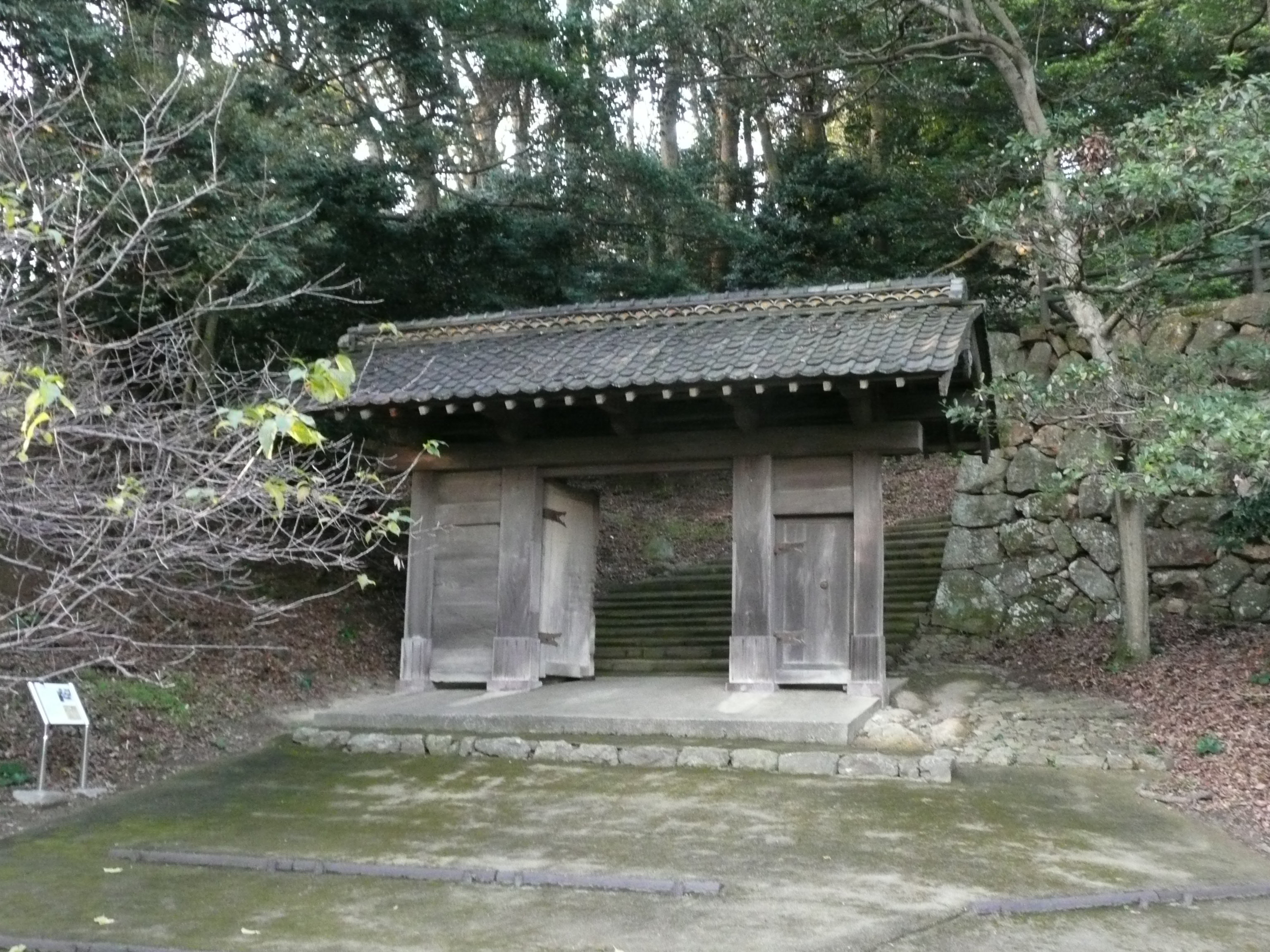
Вхід до замку Хамада
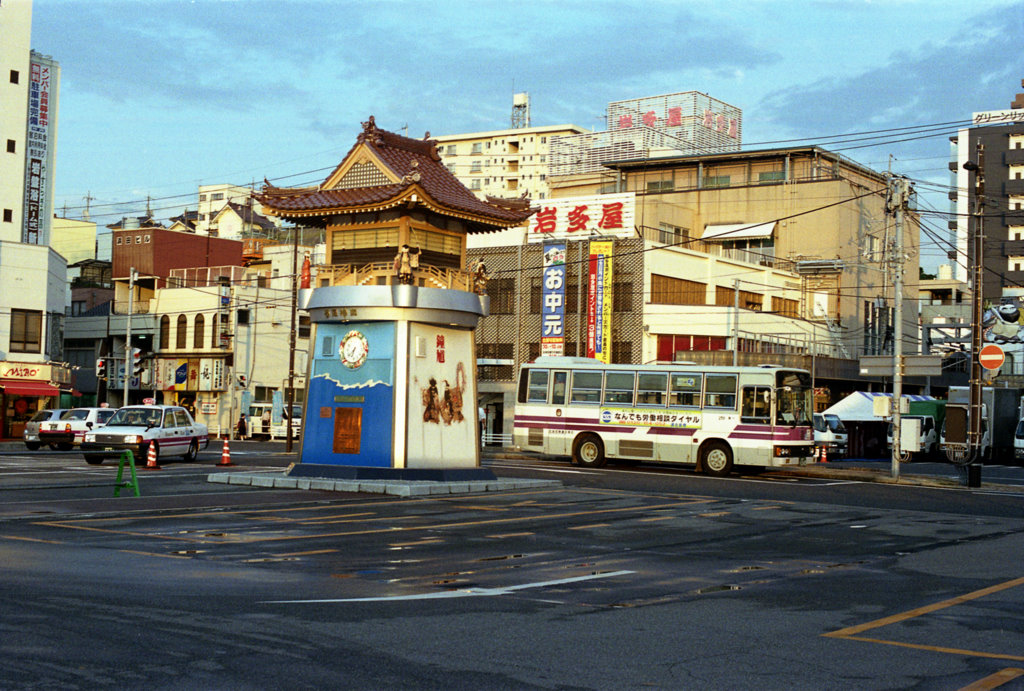
Вид на вулиці міста
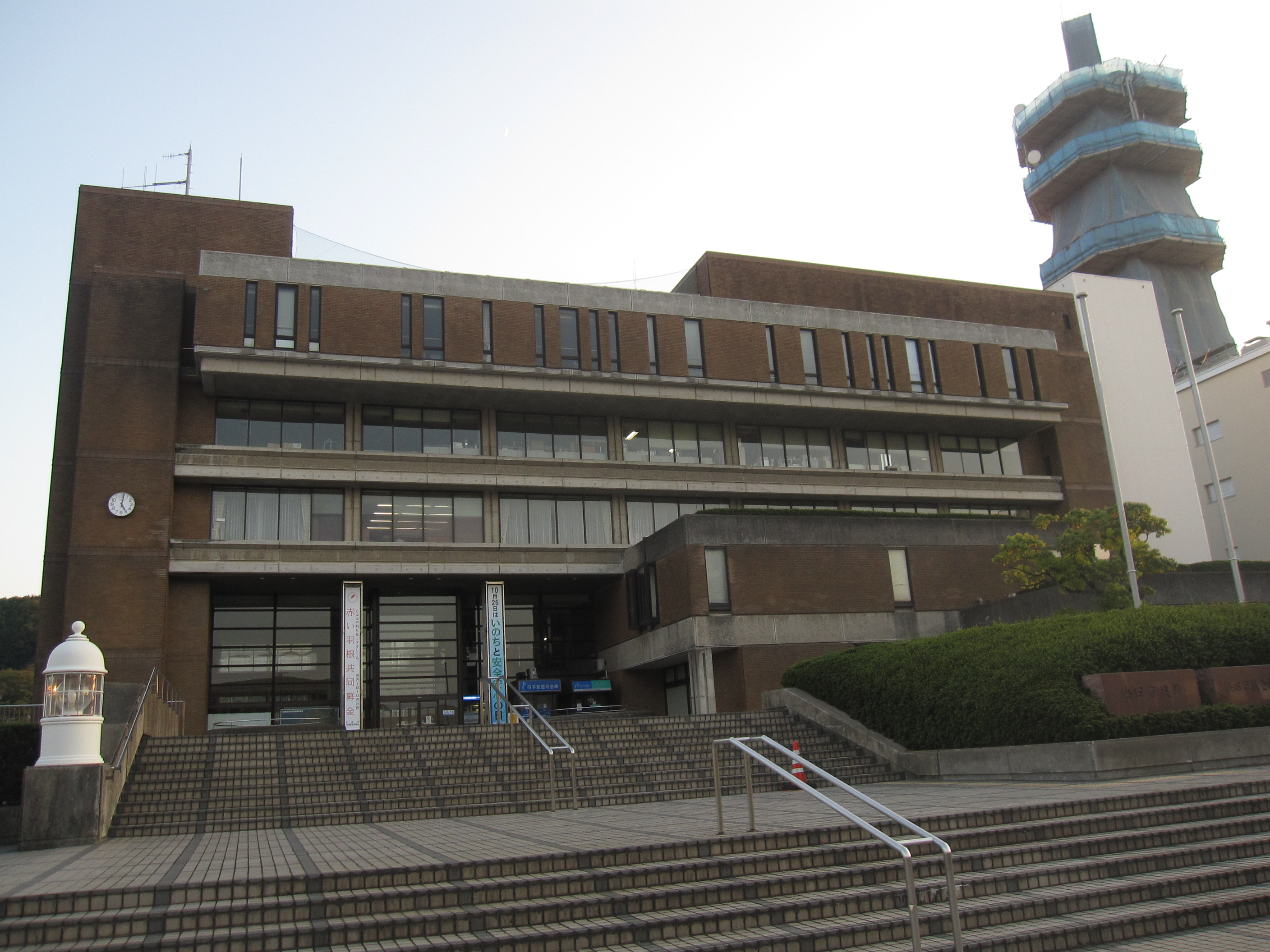
Мерія міста
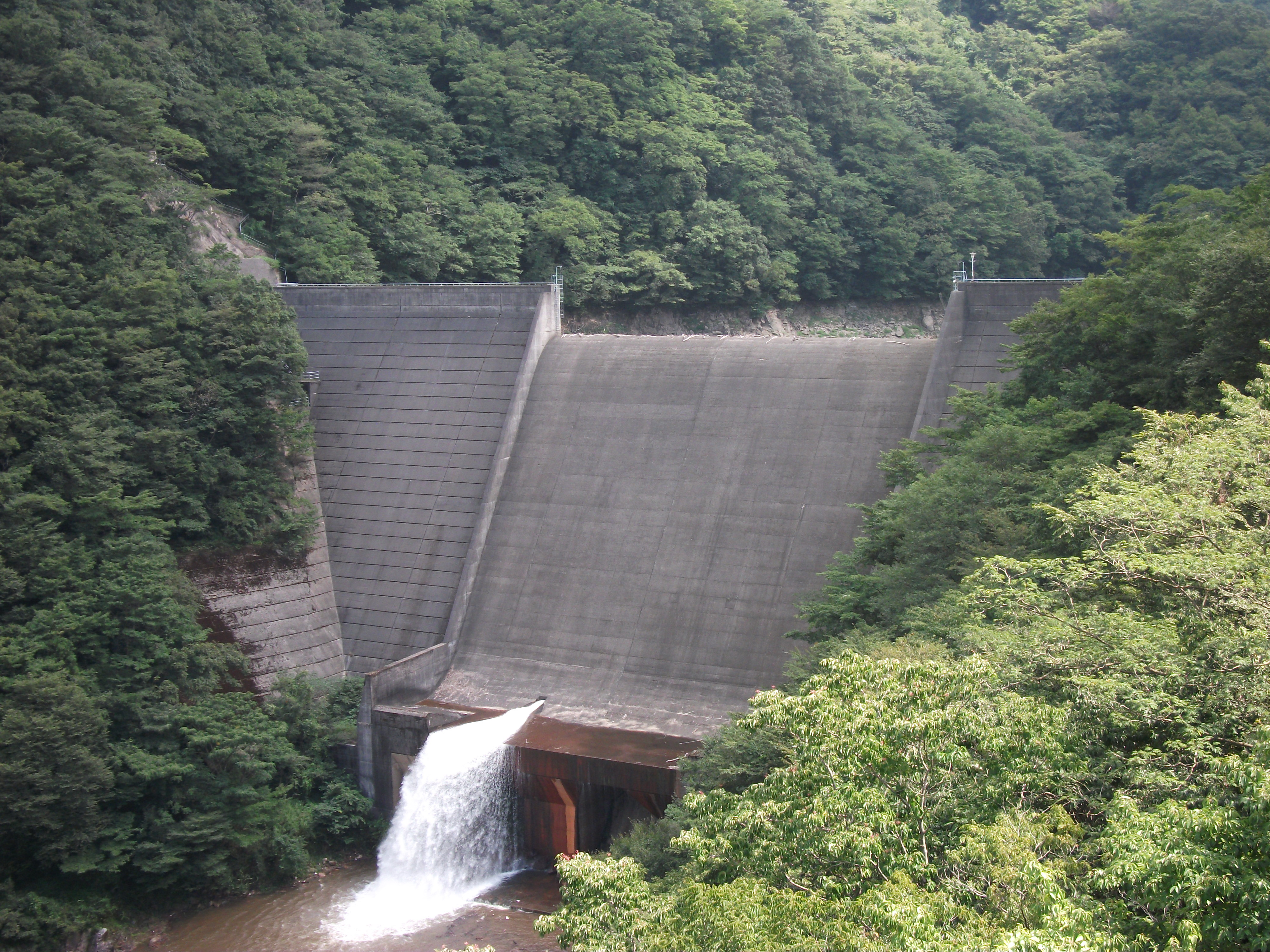
Дамба Суфугава